# Пачеко-и-Португал, Диего Лопес
Диего Лопес Пачеко-и-Португал, также известный как Диего Лопес Пачеко-и-Браганса (исп. Diego López Pacheco y Portugal; 16 августа 1599, Бельмонте — 27 февраля 1653, Памплона, Наварра) — испанский аристократ и государственный деятель, 7-й герцог Эскалона, 7-й маркиз де Вильена, 7-й граф Хикена, 10-й граф де Сан-Эстебан-де-Гормас, 9-й маркиз Мойя, гранд Испании 1-й степени и кавалер Ордена Золотого Руна. Он был отцом Хуана Мануэля Фернандеса Пачеко, создателя и первого директора Королевской испанской академии, и потомком Хуана Пачеко, 1-го маркиза Вильена.

## Происхождение
Диего Лопес Пачеко родился 16 августа 1599 года в одной из самых аристократических семей Пиренейского полуострова. Его отцом был Хуан Гаспар Фернандес Пачеко, 5-й герцог Эскалона (1563—1615), а его матерью — Серафина Браганса и Португал (1566—1604), дочь Жуана Португала Перейра-и-Кастро (1543—1583), 6-го герцога Браганса, и Каталина де Португал, инфанты Португалии.
Учился в университете Саламанки, где стал ректором этого учебного заведения. Он прославился как писатель и стрелок. Служил в Терции, где дослужился до звания полковника.
В 1620 году он женился на своей двоюродной сестре Луизе Бернарде де Кабрера-и-Бобадилья, 7-й маркизе Мойя (1600—1638). В том же году, когда он был назначен вице-королем Новой Испании, он потерял жену и прибыл в Мексику вдовцом. 22 февраля 1644 года он женился в Мадриде по доверенности, вторым браком, на Хуане де Суньига-и-Сотомайор (1618—1652), которая умерла в Памплоне 17 февраля 1652 года, дочери Франсиско Лопеса де Суньига-и-Мендоса, 7-го герцога Бехар (1596—1636), и Аны де Мендосы, герцогини Мандас и Вильянуэва (ок. 1595—1629).
Его сыном от первого брака был Хосе Исидро Лопес Пачеко, умерший в молодом возрасте (1638—1643), 6-й маркиз Мойя, 11-й граф Сан-Эстебан-де-Гормас. Его детьми от второго брака были Хуан Мануэль Фернандес Пачеко (1650—1725), гранд Испании, 8-й маркиз де Вильена, 8-й герцог Эскалона, 8-й граф Хикена, 12-й граф де Сан-Эстебан-де-Гормас, 10-й маркиз Мойя, и Мария Серафина де Аврора Лопес Пачеко и Португал (1651—1675).

## Вице-королевство
Диего Лопес Пачеко и Портгуал был назначен 17-м вице-королем Новой Испании 22 января 1640 года и правил с 28 августа 1640 года по 10 июня 1642 года. Он прибыл в Новую Испанию в сопровождении епископа Пуэблы Хуана де Палафокса-и-Мендоса, который был также отвечает за открытие судебных процессов над маркизом Лопе Дьеса де Армендариса, маркизом Кадерейта, и Родриго Пачеко и Осорио, маркизом Серральбо.
Новый вице-король Диего Лопес де Пачеко, маркиз Вильена, вскоре стал популярным, несмотря на то, что был вынужден ввести запечатанную бумагу, сократить казну для отправки ресурсов на полуостров и конвертировать капиталы братств и общин в реалы. Во время своего пребывания в должности, в 1641 году, Луис Сертин де Канас, губернатор Синалоа, заручился поддержкой вице-королевства в безуспешной попытке колонизации Калифорнии миссионерами-иезуитами.
В этом году на полуострове восстал герцог Медина-Сидония, шурин его кузена Жуана де Браганса, с намерением сделать Андалусию независимой от испанской короны.
В следующем 1642 году назревало восстание в Португалии, и герцог Браганса, двоюродный брат герцога Эскалоны, был коронован Как король Жуан IV, король Португалии. Это движение вызвало известное беспокойство в Испании, и лояльность вице-короля Новой Испании не вызывала доверия. По предложению графа-герцога Оливареса и по указанию короны Хуан де Палафокс из Пуэблы, где он был епископом, тайно прибыл в Мехико, а когда власти собрались в ночь на 9 июня 1642 года, он арестовать Лопеса Пачеко и доставить его в монастырь Чурубуско, а затем в Сан-Мартин-Тексмелукан, конфисковав его имущество. Воспользовавшись уходом флота, герцог Эскалона вернулся в Испанию и отправился ко двору, предъявив королю свои жалобы. Ему отдали часть денег, которые он потерял при конфискации, и отправили наместником в королевство Наварра. Он скончался в Памплоне 27 февраля 1653 года.